# 小行星9955
小行星9955（英語：9955）是一颗围绕太阳公转的小行星。1991年8月7日，亨利·E·霍爾特在帕洛马山发现了此天体。
这颗小行星的绝对星等为24.44490851110987等。